# ヘンリー・スタッフォード＝ハワード (初代スタッフォード伯爵)
初代スタッフォード伯爵ヘンリー・スタッフォード＝ハワード（英語: Henry Stafford-Howard, 1st Earl of Stafford、出生名ヘンリー・ハワード（Henry Howard）、1648年頃 – 1719年4月27日）は、イングランド貴族。

## 生涯
初代スタッフォード子爵ウィリアム・ハワードとスタッフォード女男爵メアリー・スタッフォードの息子として生まれた。
カトリック陰謀事件により生じた反カトリック感情を避けてか、1679年春にイングランドから離れた。翌1680年に父が大逆罪で処刑されたが、全ての爵位を剥奪されたため、ヘンリーはスタッフォード子爵とスタッフォード男爵の爵位を継承できず、父の財産も没収され継承できなかった（ただし、財産については1681年11月にチャールズ2世からヘンリーの母に返還されている）。後に母が1694年1月23日に死去したときも父の爵位剥奪によりスタッフォード男爵の爵位を継承できなかった。
1688年10月5日、イングランド貴族であるスタッフォード伯爵に叙され、母も同時に一代貴族であるスタッフォード女伯爵に叙された。また、同時に「スタッフォード」を姓に加えた。
父と同じくカトリックだったためジェームズ2世のカトリック政策を支持するものとされ。1688年11月から12月にかけて歩兵連隊の隊長を務めた後、スタッフォード伯爵はジェームズ2世とともにフランスに渡り、1689年春にジェームズ2世のスペイン駐在大使に任命されたが、スペイン王カルロス2世への謁見を拒否されたという。1691年と1694年の2度にわたってジャコバイト陰謀への関与を疑われ、1695年にはフランス滞在中にもかかわらず本国で大逆罪の有罪判決が下され、無法者（outlaw）宣言がなされた。1694年にデン・ハーグに移り、バイエルン選帝侯マクシミリアン2世エマヌエルからパスポートを発給された。
1694年4月3日、フランスでクロード＝シャルロット・ド・グラモン（Claude-Charlotte de Gramont、1659年頃 – 1739年5月14日、フィリベール・ド・グラモンの娘）と結婚した。
1698年よりイングランド帰国を求めるようになり、無法者宣言がまだ有効であるなか、国王ウィリアム3世に請願を出して恩赦を求めた。請願は受け入れられ、スタッフォード伯爵は1699年5月に帰国許可を得た。
1699年以降の動向ははっきりしなかったが、1704年にはブリュッセルに住んでいるとされた。1719年4月27日に死去、5月12日にウェストミンスター寺院に埋葬された。死去時点で1万ポンドの財産と35,000ポンド近くの債務を残していたという。弟ジョンの息子ウィリアムが爵位を継承した。

## 人物
妻との関係はかなり悪いようであり、遺言状では妻にハーフペンス硬貨45枚を残すだけであり、「夕食に若いめんどり1羽は買える」とした。ただし、第2代ハーヴィー男爵ジョン・ハーヴィーは回想録でスタッフォード伯爵夫人のことを称えた。